# Natalia Palacios
Francisca Natalia Palacios Gutiérrez (n. La Paz, Bolivia; 2 de diciembre de 1837 - f. 1918) fue una escritora, poetisa, política, literata, maestra y educadora boliviana de vocación, que se caracterizó por su pensamiento adelantado a su época.

## Biografía
Fue hija legítima de Manuel Casimiro Palacios Pinto y Teresa Gutiérrez y Segarra de las Roelas, ambos pertenecientes a distinguidas familias de La Paz.
No se casó jamás aunque tuvo dos hijos. Primero una niña con el famoso explorador estadounidense George Earl Church, quien estuvo en Bolivia con el proyecto de construcción del FF.CC. Madera - Mamoré en plena selva beniana durante el auge de la goma o caucho. Y segundo un varón con el Abogado Pedro Nolasco Videla Hurtado, encargado de negocios de Chile en Bolivia cuando la declaración de la Guerra del Pacífico.
Tuvo una destacada e ilustre descendencia que llega hasta nuestros días por parte de ambos de sus hijos. Su hija, Margarita Palacios, casada con Daniel López-Videla, tuvo ocho hijos, todos hombres. Su hijo, Alberto Palacios, quien nunca llevó el apellido del padre, desarrolló una sobresaliente actividad económica, política y diplomática.

## Trayectoria
En su carrera como docente, fue maestra de varias escuelas, llegando a ser Inspectora de Escuelas Primarias en La Paz durante 10 años.
En el campo político, fue consejera de varios presidentes. Se decía que Natalia entraba y salía del Palacio de Gobierno como si fuese su casa. Mujer de carácter fuerte pero muy generosa, se preocupó mucho por los pobres y los desamparados, y fundó para este objeto "La Sociedad de Beneficencia de Señoras".
Una receta de Salsa de Tomate registrada como Natalia Palacios (La Paz) aparece en el recetario Cocina Ecléctica de Manuela Gorriti.
Durante la Revolución del 15 de enero de 1871, fue una de las más activas samaritanas, atravesando la ciudad sin ningún temor para recoger a los heridos en la contienda.

## Homenajes
Fue honrada por la H. Alcaldía Municipal de La Paz con una escuela fiscal que lleva su nombre.

## Obra
- La Rosa
- Ensayo sobre la educación de la mujer boliviana
- Necrología de Modesta Sanginés Uriarte

Varios sonetos como "Plegaria a la Virgen de Copacabana"

## Otros
- Ensayos literarios
- Cuentos breves